# Frk. Vildkat
Frk. Vildkat er en amerikansk stumfilm fra 1916 af John G. Adolfi.

## Medvirkende
- June Caprice som Effie Marchand.
- Harry Benham som Al Tourney.
- John Reinhardt som Jules Gerard.
- Margaret Fielding som May Muprey.
- Inez Ranous som Briand.